# Baye (Kéniéba)
Pour les articles homonymes, voir Baye.
Bayé est une localité et une commune rurale malienne de l'arrondissement de Dombia dans le cercle de Kéniéba et la région de Kayes.

## Villages
La commune s'étend sur 17 localités relevées lors du recensement général de 2009. 
Les villages les plus peuplés sont :
- Tomben (2 295 habitants)
- Sekotoba (2 174 habitants)
- Baye (1 592 habitants)

En 2023, la loi 2023-007 attribue à la commune 17 villages, fractions ou quartiers  :
- Bayé
- Sekotoba
- Samou
- Tomben
- Marenia
- Moussala Molidjo
- Toumboumba
- Gamaté
- Yeralla
- Kobokoto
- Tambacoumbafara
- Lémounatoumboum
- Selinkegny
- Yellou
- Diabaya
- Dioulafoundouba
- Kiridy

## Aires protégées
Le parc national du Wongo d'une superficie de 53 499 ha, est instauré en janvier 2002 dans la commune de Bayé.
Le sanctuaire des chimpanzés du Bafing d'une superficie de 67 200 ha, fondé en avril 2022 s'étend sur le territoire des communes ruales de Bayé et de Kouroukoto ;